# الفوهة
الفوهة هي قرية في محافظة بارق بمنطقة عسير بالمملكة العربية السعودية . تقع على ارتفاع 402 متر (1,319 قدم) ويبلغ عدد سكانها حوالي 500 إلى 1000 نسمة.

## الموقع والسكان
تقع قرية الفوهة شمال بارق بمسافة سبعة كيلومتر وشرق الطريق الرئيسي رقم 211 بمسافة ثلاثة كيلومتر.

## المناخ
مناخ قرية الفوهة لا يختلف عن مناخ محافظة بارق بصفةٍ عامَّة فهو حار صيفاً معتدل شتاءً. أما مرتفعات بارق فالمناخ فيها معتدل طول العام وشديد البرودة في فصل الشتاء. ومتوسط الحرارة في المدينة يتراوح بين °30 مئوية، والصغرى °18. تعتبر بارق أغنى مدن المملكة بالأمطار، إذ أن معدلاتها السنوية تترواح بين 600 – 700 ملم في السنة، وهي في الصدارة على مستوى المملكة السعودية. وتمتاز بأنها تسقط في جميع فصول السنة، ولو أن أكثرها يسقط في فصلي الربيع والشتاء وأقلها في الصيف.
| البيانات المناخية لـبارق          | البيانات المناخية لـبارق | البيانات المناخية لـبارق | البيانات المناخية لـبارق | البيانات المناخية لـبارق | البيانات المناخية لـبارق | البيانات المناخية لـبارق | البيانات المناخية لـبارق | البيانات المناخية لـبارق | البيانات المناخية لـبارق | البيانات المناخية لـبارق | البيانات المناخية لـبارق | البيانات المناخية لـبارق | البيانات المناخية لـبارق |
| الشهر                             | يناير                    | فبراير                   | مارس                     | أبريل                    | مايو                     | يونيو                    | يوليو                    | أغسطس                    | سبتمبر                   | أكتوبر                   | نوفمبر                   | ديسمبر                   | المعدل السنوي            |
| --------------------------------- | ------------------------ | ------------------------ | ------------------------ | ------------------------ | ------------------------ | ------------------------ | ------------------------ | ------------------------ | ------------------------ | ------------------------ | ------------------------ | ------------------------ | ------------------------ |
| متوسط درجة الحرارة الكبرى °م (°ف) | 28.0 (82.4)              | 27.2 (81.0)              | 28.9 (84.0)              | 29 (84)                  | 29.5 (85.1)              | 30 (86)                  | 30.5 (86.9)              | 30 (86)                  | 30.7 (87.3)              | 29.8 (85.6)              | 29.5 (85.1)              | 29 (84)                  | 29.3 (84.8)              |
| متوسط درجة الحرارة الصغرى °م (°ف) | 17.7 (63.9)              | 17 (63)                  | 17.9 (64.2)              | 18.2 (64.8)              | 18.4 (65.1)              | 18.8 (65.8)              | 18.9 (66.0)              | 19.4 (66.9)              | 19.2 (66.6)              | 18.6 (65.5)              | 18.8 (65.8)              | 18.3 (64.9)              | 18.4 (65.2)              |
| الهطول مم (إنش)                   | 11.8 (0.46)              | 14.6 (0.57)              | 18.1 (0.71)              | 20.0 (0.79)              | 14.4 (0.57)              | 49.9 (1.96)              | 157.2 (6.19)             | 167.8 (6.61)             | 92.6 (3.65)              | 24.7 (0.97)              | 10.0 (0.39)              | 12.1 (0.48)              | 593.2 (23.35)            |
| [بحاجة لمصدر]                     |                          |                          |                          |                          |                          |                          |                          |                          |                          |                          |                          |                          |                          |